# Roberto Civita
Roberto Franco Civita (Milán, 9 de agosto de 1936 - San Pablo, 26 de mayo de 2013) fue un empresario brasileño conservador, de origen judío, presidente del Consejo de Administración y director editorial del Grupo Abril, además presidente de la Fundación Victor Civita, miembro de la Junta de Gobierno del Instituto Millenium, editor en jefe de la revista semanal Veja, desde su fundación en 1968, y presidente del Consejo de Administración de la Abril Educación. También fue miembro de la Junta de Gobernadores del Instituto Lauder y la Junta Asesora de Wharton. Formó parte de la Junta de Supervisores del Centro Internacional para el Crecimiento Económico (fundada en 1985 con sede en Panamá). Estaba casado con María Antonia Civita, con la que tuvo dos hijos (Giancarlo y Víctor Civita Neto) y una hija. En marzo de 2013, la revista estadounidense Forbes colocó Roberto Civita cómo el 258º hombre más rico del mundo, con una fortuna de US$ 4.9 mil millones.

## Premios
- 1988, Premio María Moors Cabot de la Universidad de Columbia.
- 1997, Comendador de la Orden del León de Finlandia.
- 1997, Doctor honoris causa, Facultad de Comunicación Social Cásper Líbero.
- 2002, Gran Oficial de la Orden de Río Branco, Gobierno de Brasil.[8]